# Memantine
Memantine (INN) is een geneesmiddel dat geregistreerd is voor de behandeling van patiënten met een matige tot ernstige vorm van de ziekte van Alzheimer. Het behandelt de oorzaak van de ziekte niet maar het laat toe dat patiënten misschien wat langer zelfstandig kunnen functioneren.
Memantine (1-amino-3,5-dimethyladamantaan) is een derivaat van amantadine; het heeft twee extra methylgroepen in vergelijking met amantadine. Het middel werd oorspronkelijk voorgesteld als geschikt voor de behandeling van de ziekte van Parkinson, zoals amantadine.
Memantine is niet meer door een octrooi beschermd. Het wordt verkocht door diverse firma's, onder meer onder de merknamen Ebixa en Axura en als generiek geneesmiddel. De geneesmiddelen bevatten doorgaans het hydrochloridezout van memantine.

## Werking
Er zijn aanwijzingen dat hersenziekten zoals de ziekte van Alzheimer gekenmerkt worden door een chronische overstimulering van neurale NMDA-receptoren door de neurotransmitter glutamaat. Deze overstimulering zou kunnen leiden tot de beschadiging of het afsterven van neuronen. Memantine is een NMDA-receptorantagonist die deze receptoren blokkeert. Het verlicht zo de symptomen van de ziekte van Alzheimer. Het therapeutisch effect is gering, maar memantine is het enige geneesmiddel dat bij matige tot ernstige vormen van de ziekte van Alzheimer enig effect heeft zonder ernstige bijwerkingen. 
De middelen donepezil, rivastigmine en galantamine worden gebruikt voor de behandeling van lichte tot matige alzheimer. Bij milde tot matige Alzheimer werkt het dagelijks innemen van 2000 IE vitamine E via een voedingssupplement beter dan memantine.
In de jaren 2010 werd ook onderzocht of memantine verlichting kan brengen bij de negatieve symptomen van schizofrenie.

## Bijwerkingen
Enkele van de meest voorkomende bijwerkingen zijn duizeligheid, hoofdpijn, apneu, vermoeidheid, constipatie en overgevoeligheid voor het middel (allergie). In zeldzame gevallen kan het ook zorgen voor hallucinaties, verwardheid of depressie.